# Six Jours de Louisville
Les Six Jours de Louisville sont une course cycliste de six jours disputée à Louisville, aux États-Unis. Trois éditions ont eu lieu entre 1935 et 1937, puis une dernière en 1957.

## Palmarès
| Année          | Vainqueur                         | Deuxième                             | Troisième                      |
| -------------- | --------------------------------- | ------------------------------------ | ------------------------------ |
| 1935 (Février) | Harold Nauwens Jackie Sheehan     | George Dempsey Tommy Flynn           | Louis Cohen James Corcoran     |
| 1935 (Octobre) | Jack Gabell Cecil Yates           | Jerry Rodman Gus Rys                 | Eddie Trieste Frank Turano     |
| 1937           | Jules Audy William "Torchy" Peden | Henry "Cocky" O'Brien Jackie Sheehan | Henri Lepage Harold Nauwens    |
| 1938 à 1956    | Non-disputés                      |                                      |                                |
| 1957           | Alfred Strom John Tressider       | Herbert Weinreich Heinz Zoll         | Marino Morettini Mino De Rossi |